# Thrashing Rage
Thrashing Rage è un EP del gruppo musicale Voivod, pubblicato il 1986 dalla Noise Records. 

## Tracce
Lato 1
1. Thrashing Rage – 4:32
2. Slaughter in a Grave – 4:04

Lato 2
1. Helldriver – 3:43
2. To the Death – 5:08

## Formazione
- Snake - voce
- Away - batteria
- Piggy - chitarra
- Blacky - basso